# Orthometopon pusillum
Orthometopon pusillum är en kräftdjursart som beskrevs av Helmut Schmalfuss 1979. Orthometopon pusillum ingår i släktet Orthometopon och familjen Trachelipodidae. Inga underarter finns listade i Catalogue of Life.